# オーパスワンフットサルクラブ
オーパスワンフットサルクラブは、日本の大阪府堺市南区豊田に本拠地を置く、フットサルクラブ。
同じ本拠地にオーパスワン サッカークラブもある。
本拠地はナイター設備付き、FIFA認定人工芝のフットサルコートを3面設ける（仕切りを外すと8人制サッカーコート1面となる）。フットサルチームは大阪フットサル2部リーグに所属する。

## カテゴリー
- U-6 対象者:幼年中・年長
- U-9 対象者:小学1〜3年
- U-12 対象者:小学4〜6年
- U-15 対象者:中学1〜3年 ※中学校のサッカー部、クラブチームに入団していてもフットサルの登録は別の為、 2重登録の心配はない。
- U-18 対象者:高校1〜3年
- トップ

## 関連施設
- ハーベストの丘